# Jan-Thorsten Gräsner

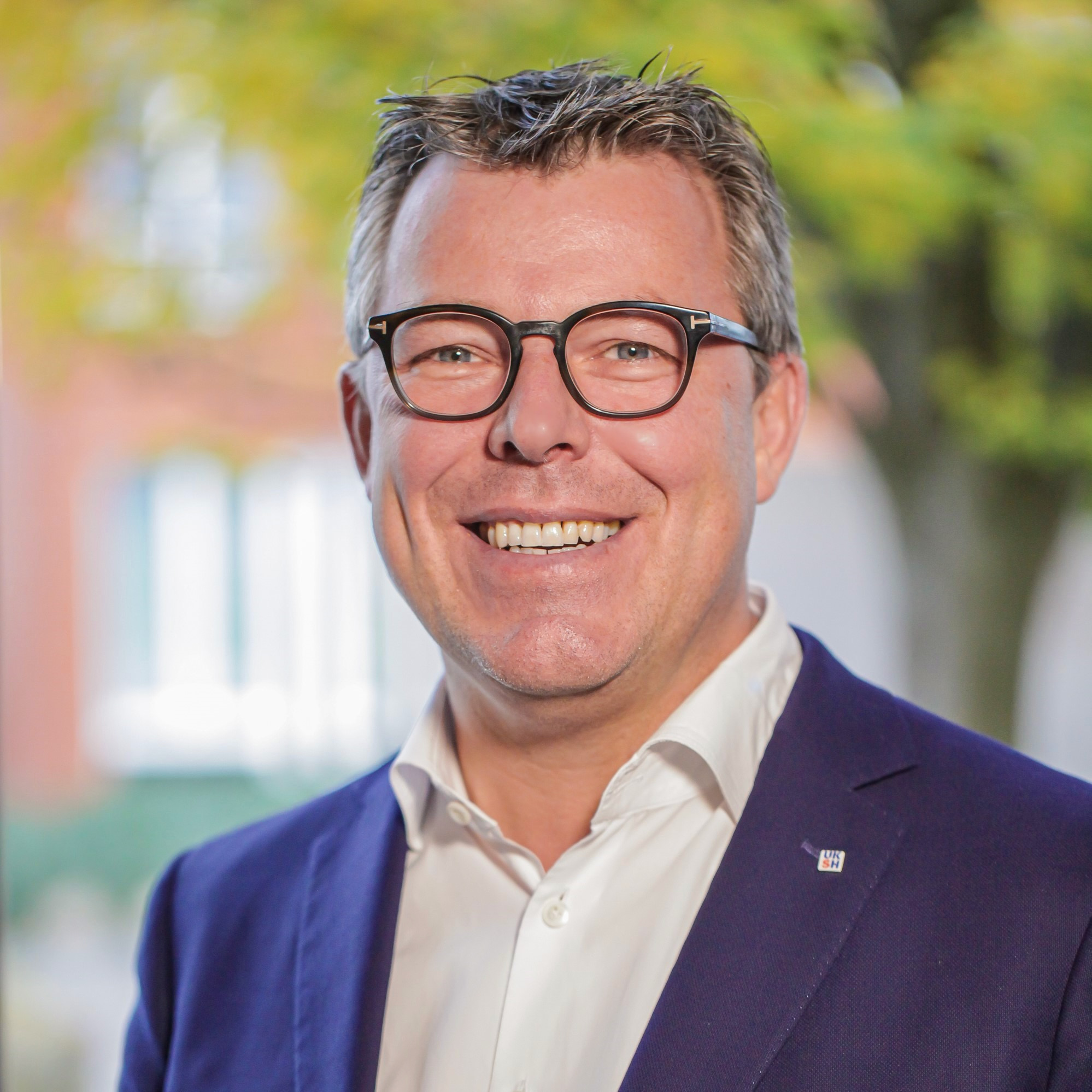
Jan-Thorsten Gräsner (2020)

Jan-Thorsten Gräsner (* 10. August 1971 in Kirchohsen) ist ein deutscher Anästhesiologe, Notfallmediziner, Hochschullehrer, Versorgungsforscher und Direktor des Instituts für Rettungs- und Notfallmedizin des Universitätsklinikums Schleswig-Holstein. Seine wissenschaftlichen Schwerpunkte liegen in den Bereichen Notfallmedizin, Qualitätsmanagement und insbesondere der Reanimation. Er ist Facharzt für Anästhesiologie mit den Zusatzbezeichnungen Notfallmedizin und Klinische Akut- und Notfallmedizin.

## Leben
Jan-Thorsten Gräsner begann 1991 als Rettungssanitäter, wurde 1992 Rettungsassistent, studierte von 1992 bis 1999 Humanmedizin an der Westfälischen Wilhelms-Universität Münster. Er begann seine ärztliche Karriere im Jahr 2000 als Assistenzarzt im Evangelischen Krankenhaus Unna und wechselte noch im selben Jahr in die Klinik für Anästhesiologie des Klinikums Dortmund. Im Jahr 2002 erfolgte die Promotion zum Dr. med. mit dem Thema „Präklinische Reanimation im Rettungsdienstbereich Münster: eine Qualitätsanalyse der Jahre 1993 und 1995“. Nach seinem Wechsel an die Klinik für Anästhesiologie und Operative Intensivmedizin des Universitätsklinikums Schleswig-Holstein, Campus Kiel im Jahr 2004 absolvierte er die Prüfung zum Facharzt für Anästhesiologie im Jahr 2005. Seit 2010 ist Gräsner Ärztlicher Leiter Notfallmedizin des Universitätsklinikums Schleswig-Holstein am Campus Kiel. 2012 erfolgte die Habilitation an der Christian-Albrechts-Universität zu Kiel und die Erlangung der Venia Legendi. Bis 2015 war Gräsner Leitender Oberarzt der Klinik für Anästhesiologie und Operative Intensivmedizin. Seit 2015 ist Gräsner Direktor des neu am Universitätsklinikum Schleswig-Holstein gegründeten Instituts für Rettungs- und Notfallmedizin (IRuN). 2018 erfolgte die Ernennung zum außerplanmäßigen Professor der Christian-Albrechts-Universität zu Kiel. Gräsner ist medizinisch weiterhin als Notarzt und Leitender Notarzt in der Landeshauptstadt Kiel sowie als Notarzt auf dem Rettungshubschrauber Christoph 42 aktiv.

## Forschung
Der wissenschaftliche Schwerpunkt von Gräsner ist die notfallmedizinische Versorgungsforschung und speziell die Optimierung der Versorgung von Patienten mit einem Herz-Kreislauf-Stillstand, die kardiopulmonale Reanimation und die Verbesserung der rettungsdienstlichen Versorgung. Gräsner ist ein Experte in der Reanimationsforschung und einer der Initiatoren des Deutschen Reanimationsregisters der Deutschen Gesellschaft für Anästhesiologie und Intensivmedizin e.V. Das Deutsche Reanimationsregister startete offiziell im Mai 2007 und ist mit mehr als 500.000 eingeschlossenen Datensätzen die größte überregionale Datenbank für die Erhebung, Auswertung und Beurteilung von Reanimationen in Rettungsdienst und Klinik sowie von innerklinischen Notfallversorgungen im deutschsprachigen Raum sowie eines der größten notfallmedizinischen Register europaweit. Seit 2011 ist Gräsner Sprecher des Organisationskomitees des Deutschen Reanimationsregisters. Darüber hinaus ist Gräsner seit 2012 einer der Mitbegründer und Principal Investigator des European Registry of Cardiac Arrest des European Resuscitation Council (ERC) und der daraus hervorgegangenen Studien EuReCa ONE und EuReCa TWO. EuReCa THREE erscheint im Sommer 2025. Er ist Autor von mehr als 250 nationalen und internationalen Publikationen, Mitherausgeber von 8 Lehrbüchern und Autor mehrerer Kapitel in Lehrbüchern. Gräsner ist Teil des Editorial Boards mehrerer Fachzeitschriften, u. a. von RESUSCITATION und dem JOURNAL OF CLINICAL MEDICINE. Für die Sonderausgabe „Resuscitation Registries“ ist Gräsner Guest Editor der internationalen Fachzeitschrift „RESUSCITATION PLUS“. Seit 2024 ist er Editor in Chief (Schriftleiter) der CME Zeitschrift "Notfallmedizin-up2-date". Seit 2015 ist Gräsner einer der Autoren der europäischen Leitlinie zur kardiopulmonalen Reanimation des European Resuscitation Councils (ERC) und verantwortlicher Autor des Kapitels „Epidemiologie“ in den ERC Leitlinien 2021. Er ist Erstautor des aktuellen „Utstein-Datensatzes zur Reanimationsdatenerfassung“ als ein internationaler Standard zur Erfassung und Auswertung von Daten zur kardiopulmonalen Reanimation im Rettungsdienst. Seit 2018 ist Jan-Thorsten Gräsner zusammen mit weiteren international anerkannten Experten Initiator einer weltweiten Initiative der Reanimationsregister mit dem Ziel, durch eine gezielte Datenauswertung die Patientenversorgung international zu verbessern.(GOHCAR) Seit 2020 wirkt Gräsner aktiv bei der bundesweiten Konzeptionierung, Fachberatung und begleitenden Forschung für eine strategische Patientenverlegung im Falle von Ressourcenmangel im Rahmen der COVID-19-Pandemie mit. Seit 2024 ist er Vertreter Deutschlands in der UEMS Sektion für Notfallmedizin und deutscher Vertreter im Advisory Committee on Public Health Emergencie der Europäischen Kommission.

## Ämter
- Seit 2013: Projektleiter "European Registry of Cardiac Arrest (EuReCa) des Europäischen Rates für Wiederbelebung (ERC)[21]
- Seit 2014: Vertreter des Bereichs Notfallmedizin im Präsidium des Berufsverbands Deutscher Anästhesisten (BDA)[22][23]
- 2014–2020: stellvertretender Sprecher der Sektion Notfall- und Katastrophenmedizin der Deutschen Interdisziplinären Vereinigung für Intensiv- und Notfallmedizin (DIVI)[22]
- Seit 2015: Sprecher des Organisationskomitees des Deutschen Reanimationsregisters der Deutschen Gesellschaft für Anästhesiologie und Intensivmedizin e.V. (DGAI)[7][24]
- Von 2015 bis 2023: 1. Sprecher des Wissenschaftlichen Arbeitskreises Notfallmedizin der Deutschen Gesellschaft für Anästhesiologie und Intensivmedizin[5][22][25]
- Von 2023 bis 2024: Sprecher der Sektion Notfallmedizin der Deutsche Gesellschaft für Anästhesiologie und Intensivmedizin
- Seit 2017: Aufbau und Koordination eines weltweiten, internationalen Netzwerkes von Reanimationsregistern, jetzt geführt unter dem Namen GOHCAR (GOHCAR – www.reanimationsregister.de)[22][26]
- Von 2018 bis 2022 Vorsitzender des Wissenschaftlichen Beirats der Deutschen Arbeitsgemeinschaft Krankenhaus-Einsatzplanung e.V. (DAKEP)[22][27]
- Seit 2020: Teil der Fachgruppe Intensivmedizin, Infektiologie und Notfallmedizin (kurz: Fachgruppe COVRIIN+) am Robert Koch-Institut bei übergeordneten Fachfragen im Management von COVID-19 Fällen[18]
- Seit 2022: Vorsitzender des Deutschen Zentrums für Reanimationsforschung e.V.
- Seit 2024: Mitglied in der UEMS Sektion für Notfallmedizin
- Seit 2024: Mitglied im Advisory Committee on Public Health Emergencie der Europäischen Kommission

## Preise und Auszeichnungen
- 2012: Deutscher PHTLS Forschungspreis 2012 anlässlich des 3. Interdisziplinären Notfallmedizin Kongresses (DINK) vom Deutschen Berufsverband Rettungsdienst e.V. (DBRD) und der DBRD Akademie[28][29][30]

- 2013: Rudolf-Frey-Preis für Notfallmedizin 2013 der Deutschen Gesellschaft für Anästhesiologie und Intensivmedizin (DGAI)[31][32][30]
- 2014: Fellowship of the European Resuscitation Council (F.E.R.C.)[33]
- 2017: Ehrenmedaille des Berufsverbands Deutscher Anästhesisten e.V. (BDA)[34][35]
- 2017: Martin-Kirschner-Preis für Notfallmedizin 2017 der Arbeitsgemeinschaft Südwestdeutscher Notärzte e.V. (AGSWN)[36][30]
- 2017: Ian G. Jacobs Award for International Group Collaboration to Advance Resuscitation Science 2017 der American Heart Association[37][38][30]
- 2021: Rudolf-Frey-Medaille für besondere Verdienste in der Notfallmedizin[39]

## Publikationen (Auswahl)
Jan-Thorsten Gräsner, auch Jan Thorsten Gräsner (Orcid-ID: 000-0001-8143-0376), hat mehr als 250 Originalarbeiten, Buchbeiträge und Reviews im Bereich der Notfallmedizin geschrieben. Er ist Herausgeber von 8 Büchern im Bereich der Notfallmedizin, Schriftleiter der Fachzeitschrift "Notfallmedizinup2date"  sowie Board Member der Fachzeitschrift „Der Anästhesist“ sowie der internationalen Fachzeitungen „Resuscitation“ und „Journal of Clinical Medicine“ Hervorzuheben sind unter anderem insbesondere folgende Beiträge:
- mit J.Bray und anderen: Cardiac arrest and cardiopulmonary resuscitation outcome reports: 2024 update of the Utstein Out-of-Hospital Cardiac Arrest Registry template, https://doi.org/10.1016/j.resuscitation.2024.110288
- mit J. Herlitz, Ingvild B. M. Tjelmeland und anderen: European Resuscitation Council Guidelines 2021: epidemiology of cardiac arrest in Europe. In: Resuscitation. Band 161, 2021, S. 61–79.
- mit J. Wnent, J. Herlitz und anderen: Survival after out-of-hospital cardiac arrest in Europa – results of the EuReCa TWO study. In: Resuscitation. Band 148, 2020, S. 218–226.
- als Hrsg. mit J. Scholz und A. Bohn: Referenz Notfallmedizin. Thieme, 2019, ISBN 978-3-13-241290-3.
- als Hrsg. mit N. Weiler, F. Petzke und B. Bein:  Klinikalltag AINS: Knifflige Fälle: Lösungsstrategien für Klinik und Praxis. 1. Auflage. Thieme Verlag, 2018, ISBN 978-3-13-203541-6.
- als Hrsg. mit C. F. Weber, P. Meybohm, H. Marung, R. Schalk, S. Stehr, W. Heinrichs und R. M. Muellenbach:  Erfahrungsschatz Notfallmedizin: 100 kritische Ereignisse, Fehler und Komplikationen. 1. Auflage. Thieme Verlag, 2018, ISBN 978-3-13-241543-0.
- als Hrsg. mit J. Wnent und J. Löcker:  Notfallsanitäter werden! Thieme, 2016, ISBN 978-3-13-201461-9.
- als Hrsg. mit M. Bernhard:  Notfalltechniken Schritt für Schritt. Thieme, 2016, ISBN 978-3-13-206011-1.
- mit B. Bein, P. Meybohm und J. Scholz:  Zusatzweiterbildung Notfallmedizin – 1000 kommentierte Prüfungsfragen. 3., aktualisierte Auflage. Thieme Verlag, 2016, ISBN 978-3-13-150653-5.
- mit S. Beckers, B. W. Böttiger, M. Fischer und K. H. Scholz: Weißbuch Reanimations-Versorgung: Empfehlungen zur Struktur, Organisation, Ausbildung und Qualitätssicherung der Reanimations-Versorgung in der Bundesrepublik Deutschland. 1. Auflage. Deutscher Ärzte-Verlag, 2015, ISBN 978-3-7691-0630-5.
- mit M. Bernhard, B. Bein, B. W. Böttiger, A. Bohn, M. Fischer, Jochen Hinkelbein, C. Kill, C. Lott, E. Popp, M. Roessler, A. Schaumberg, V. Wenzel und B. Hossfeld: Handlungsempfehlung: Prähospitale Notfallnarkose beim Erwachsenen. 1. Auflage. Medical Event & Publisher Services GmbH, 2015, ISBN 978-3-945267-03-5.